# Lätt weltervikt i boxning vid olympiska sommarspelen 1976
Resultat från boxning vid olympiska sommarspelen 1976 och herrarnas lätta weltervikt. Boxarna vägde under 63,5 kg. Tävlingarna arrangerades i Montréal.

## Medaljörer
| Klass           | Guld                    | Silver               | Brons                                                 |
| Lätt weltervikt | Sugar Ray Leonard · USA | Andrés Aldama · Kuba | Vladimir Kolev · Bulgarien Kachimierz Szcerba · Polen |

## Resultat

### Första rundan
| Vinnare                  | Resultat      | Förlorare                |
| Första rundan            | Första rundan | Första rundan            |
| ------------------------ | ------------- | ------------------------ |
| Narong Boonfuang (THA)   | KO-1          | José Manuel Gómet (ESP)  |
| Christian Sittler (AUT)  | 4-1           | Luis Godoy (COL)         |
| Jesús Navas (VEN)        | WO            | Jones Okoth (UGA)        |
| Ulrich Beyer (GDR)       | 5-0           | C.C. Machaiah (IND)      |
| Francisco de Jesus (BRA) | WO            | Girmaye Gabre (ETH)      |
| Philip Mathenge (KEN)    | WO            | Hamidou Yagho (BUR)      |
| Ismael Martínez (PUR)    | 5-0           | Siergot Sully (HAI)      |
| Clinton McKenzie (GBR)   | 5-0           | Daniele Zappaterra (ITA) |
| Ray Leonard (USA)        | 5-0           | Ulf Carlsson (SWE)       |
| Valeri Limasov (URS)     | DSQ-3         | Robert Colley (NZL)      |

### Andra rundan
| Vinnare                  | Resultat     | Förlorare                |
| Andra rundan             | Andra rundan | Andra rundan             |
| ------------------------ | ------------ | ------------------------ |
| Calistrat Cuţov (ROM)    | 5-0          | Jean-Claude Ruiz (FRA)   |
| Jamsul Harahap (INA)     | WO           | Moro Tahiru (GHA)        |
| Vladimir Kolev (BUL)     | 5-0          | Tai Shik-Park (KOR)      |
| Ernst Müller (FRG)       | WO           | Karim Ibrahim (NIG)      |
| Andrés Aldama (CUB)      | RSC-2        | Sabahattin Bürçü (TUR)   |
| Jesus Sánchez (DOM)      | WO           | Mark Harris (GUY)        |
| József Nagy (HUN)        | WO           | Obisia Nwakpa (NGR)      |
| Chris Clarke (CAN)       | 5-0          | Lasse Friman (FIN)       |
| Sodnom Gombo (MGL)       | WO           | Messan Langhan (TOG)     |
| Kazimierz Szczerba (POL) | WO           | Josiah Nhlengethwa (USA) |
| Luis Portillo (ARG)      | WO           | Farouk Chanchoun (IRQ)   |
| Christian Sittler (AUT)  | KO-2         | Narong Boonfuang (THA)   |
| Ulrich Beyer (GDR)       | 5-0          | Jesús Navas (VEN)        |
| Francisco de Jesus (BRA) | -            | Ingen motståndare (bye)  |
| Clinton McKenzie (GBR)   | 3-2          | Ismael Martínez (PUR)    |
| Ray Leonard (USA)        | 5-0          | Valeri Limasov (URS)     |

### Tredje rundan
| Vinnare                  | Resultat      | Förlorare                |
| Tredje rundan            | Tredje rundan | Tredje rundan            |
| ------------------------ | ------------- | ------------------------ |
| Calistrat Cuţov (ROM)    | 5-0           | Jamsul Harahap (INA)     |
| Vladimir Kolev (BUL)     | 5-0           | Ernst Müller (FRG)       |
| Andrés Aldama (CUB)      | RSC-2         | Jesus Sánchez (DOM)      |
| József Nagy (HUN)        | RSC-3         | Chris Clarke (CAN)       |
| Kazimierz Szczerba (POL) | 3-2           | Sodnom Gombo (MGL)       |
| Luis Portillo (ARG)      | KO-2          | Christian Sittler (AUT)  |
| Ulrich Beyer (GDR)       | 5-0           | Francisco de Jesus (BRA) |
| Ray Leonard (USA)        | 5-0           | Clinton McKenzie (GBR)   |

### Kvartsfinaler
| Vinnare                  | Resultat      | Förlorare             |
| Kvartsfinaler            | Kvartsfinaler | Kvartsfinaler         |
| ------------------------ | ------------- | --------------------- |
| Vladimir Kolev (BUL)     | 5-0           | Calistrat Cuţov (ROM) |
| Andrés Aldama (CUB)      | AB-2          | József Nagy (HUN)     |
| Kazimierz Szczerba (POL) | 5-0           | Luis Portillo (ARG)   |
| Ray Leonard (USA)        | 5-0           | Ulrich Beyer (GDR)    |

### Semifinaler
| Vinnare             | Resultat    | Förlorare                |
| Semifinaler         | Semifinaler | Semifinaler              |
| ------------------- | ----------- | ------------------------ |
| Andrés Aldama (CUB) | KO-1        | Vladimir Kolev (BUL)     |
| Ray Leonard (USA)   | 5-0         | Kazimierz Szczerba (POL) |

### Final
| Vinnare           | Resultat | Förlorare           |
| Final             | Final    | Final               |
| ----------------- | -------- | ------------------- |
| Ray Leonard (USA) | 5-0      | Andrés Aldama (CUB) |